# Hällesjö distrikt
Hällesjö distrikt är ett distrikt i Bräcke kommun och Jämtlands län. Distriktet ligger omkring Hällesjö i östra Jämtland. 

## Tidigare administrativ tillhörighet
Distriktet inrättades 2016 och utgörs av Hällesjö socken i Bräcke kommun.
Området motsvarar den omfattning Hällesjö församling hade 1999/2000.

## Tätorter och småorter
I Hällesjö distrikt finns en tätort och två småorter.

### Tätorter
- Kälarne (del av)

### Småorter
- Albacken
- Sörbygden